# Vasco Núñez de Balboa
Vasco Núñez de Balboa (Jerez de los Caballeros, 1475 – Acla, no Panamá, 21 de janeiro de 1519) foi um explorador e fidalgo espanhol que teria nascido em Jerez de los Caballeros (na atual província de Badajoz), na Espanha e que faleceu em Acla, no atual Panamá. De origem galega e de linhagem incerta, é provável que tenha sido filho do fidalgo Nuño Arias de Balboa e de uma dama de Badajoz. Orientado por Rodrigo de Bastidas em uma de suas viagens às Américas, tornou-se célebre por ter sido o primeiro Europeu não português a avistar o Oceano Pacífico.
Em seus últimos anos de vida, Vasco Núñez de Balboa viveu em exílio devido a altas dívidas com a coroa de Aragão. Vasco Núñez de Balboa foi preso em 1517 e condenado à morte por decapitação, sendo executado a mando de Francisco Pizarro em 21 de janeiro de 1519, numa pequena cidade no Panamá. Balboa teria sido acusado de alta traição por Pedro Arias Dávila.

## Biografia
Balboa pertencia a uma família nobre empobrecida. Quando tinha 26 anos, alistou-se na expedição de Rodrigo de Bastidas para a América, cruzando a costa da Colômbia moderna. No Novo Mundo, foi criado e assumiu uma fazenda, mas falhou a ponto de ter de fugir, perseguido por credores. Junto com Martín Fernández de Enciso, foi para a Nova Andaluzia, onde fundaram San Sebastián de Urabá e Santa Maria de la Antigua del Dairen, a primeira cidade de origem europeia fundada nas Américas.

### Início das viagens

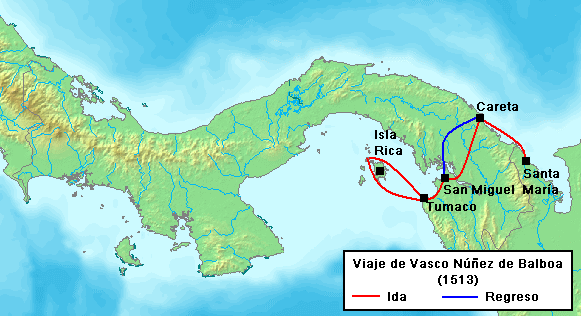
Viagem de Balboa em 1513

Fugindo aos credores, foi um dos primeiros colonos em Hispaniola. Em 1501, empreendeu sua primeira viagem com a expedição de Rodrigo de Bastidas, que explorou o litoral caribenho do Cabo de la Vela na Península Guajira até o Golfo de Darien, através das ilhas do Caribe que pertencem à atual Colômbia (Santa Marta, Cartagena e golfo de Urabá ou "Darién"). Em seu retorno em 1502, passou pela Jamaica e se estabeleceu em na ilha de Hispaniola (onde, hoje, se localizam a República Dominicana e o Haiti), na aldeia de Salvatierra, onde viveu vários anos sem qualquer sucesso financeiro, vendo-se finalmente obrigado a abandoná-la.
Em 1508, Alonso de Ojeda e Diego de Nicuesa criaram duas novas "governações" nas terras entre os cabos "de La Vela" (hoje na Venezuela) e de "Graças a Dios". Denominou "Nova Andaluzia" à oriental e "Castela de Ouro" à situada a oeste do Golfo de Urabá.
Um ano mais tarde, fugiu de Santo Domingo aos seus credores e embarcou na expedição comandada por Enciso que saía ao encontro de Alonso de Ojeda, que havia fundado o estabelecimento de San Sebastián de Urabá, na Nova Andaluzia, deixando nele, um grupo de homens ao comando de Francisco Pizarro.

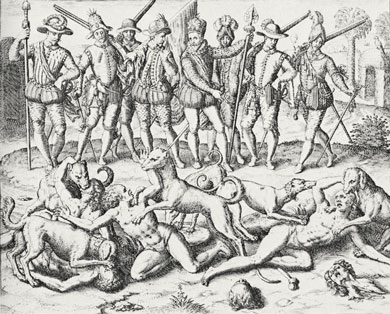
Gravura de Theodor de Bry de 1594 retratando Vasco Núñez de Balboa mandando seus cães de guerra atacarem homossexuais panamenhos

Pouco depois de sua chegada, Núñez de Balboa adquiriu popularidade entre seus companheiros graças ao carisma e conhecimento da terra. Mais tarde, o regimento transferiu-se para Darién, onde Núñez de Balboa fundou, em 1510, o primeiro estabelecimento europeu permanente em terras continentais americanas, denominado Santa María la Antiga del Darién.
Eleito alcaide, enviou emissários a Nicuesa convidando-o a estabelecer-se como governador em "la Antigua", mas este considerou o gesto uma intromissão e encabeçou uma missão punitiva contra Núñez de Balboa, que acabou vencendo a Nicuesa. Este foi abandonado à sua sorte em um barco que se perdeu no mar.
Manteve, tanto quanto possível, tratados informais com os chefes indígenas, contrariando a imagem sanguinária que hoje prevalece sobre os conquistadores espanhóis.

### Descobrimento do Mar del Sur

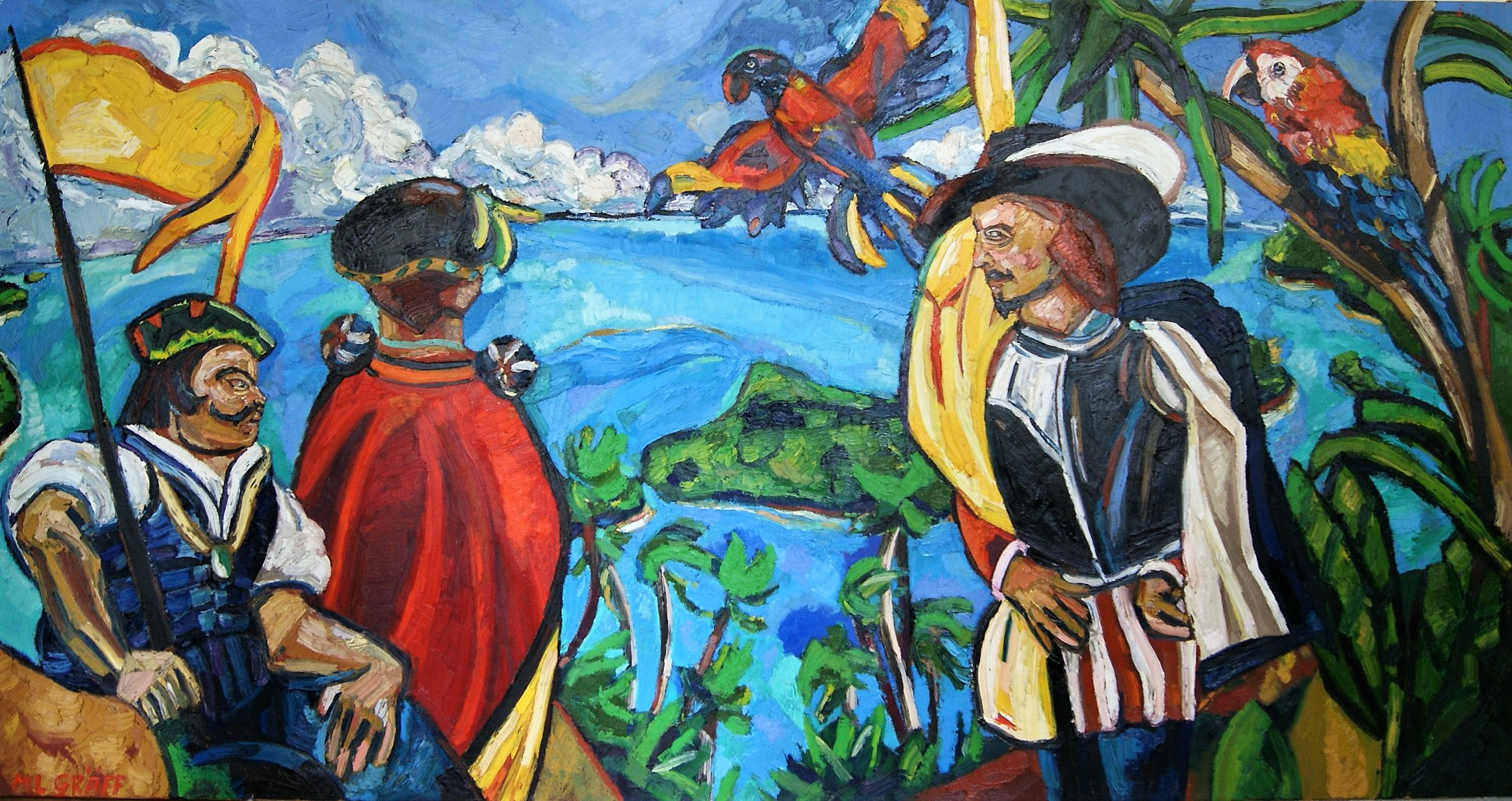
Descoberta do Pacífico por Vasco Núñez de Balboa, Panamá – 25 de setembro de 1513, 11h, pintura de Matthias Laurenz Gräff (2009/10)

Em 1511, Núñez de Balboa obteve o cargo de governador. Movido pelo propósito de descobrir o mar de que falavam os indígenas, entrou pelo continente dentro em 25 de setembro de 1513 num périplo de mais de 30 dias que culminou numa das maiores façanhas da conquista espanhola da América: o descobrimento, por terra, do Mar del Sur, nome que deram ao atual Oceano Pacífico. Reza a lenda que terá subido a um monte indicado pelos índios apenas na companhia do seu cão Leoncito, tornando-se no primeiro europeu a avistar o maior Oceano da Terra por via ocidental. Antes, por via oriental, navegando por mares do Oceano Pacífico , os portugueses já tinham chegado à Tailândia em 1511, às Molucas (ilhas das especiarias) em 1512 e à China, zona da atual Hong Kong, em junho de 1513.

### Chegada ao Pacífico

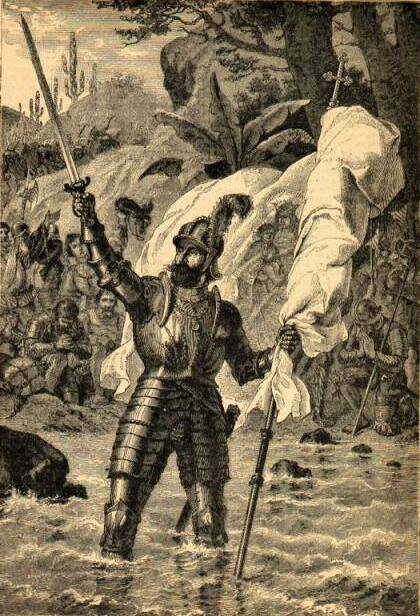
Balboa reivindicando a posse do Mar do Sul

Nas suas campanhas de conquista de novas terras e alianças ou subjugação dos índios, Balboa soube da existência, a Sul, de um grande mar e de uma grande terra, onde havia abundância de ouro (talvez o Império Inca do Peru). Após esta notícia, Balboa organizou uma expedição com 190 espanhóis (incluindo Francisco Pizarro) e 800 índios que, primeiro, atravessou o istmo do Panamá. O rei espanhol nomeou-o governador em exercício de Darien, uma posição que ocupou até a chegada de Pedrarias em 1514. Em Darien, Balboa ganhou a lealdade e respeito dos indígenas de Santa Maria. Como resultado, conseguiu descobrir o Mar do Sul. Em 25 de setembro de 1513, avistou o mar cobiçado, que chamou de Mar del Sur por causa da direção seguida pela expedição do ponto de partida, mas foi mais tarde chamado de Oceano Pacífico por Fernão de Magalhães (1520) por causa dos suaves ventos alísios que sopram na região. Depois de tomar posse do mar em nome de Espanha, Balboa e seus homens retornaram para Darien em janeiro de 1514.

### Acusações e morte
Enquanto isso, o bacharel Enciso tinha chegado ao Tribunal, onde se dedicou a denunciar Balboa diante do rei. Até à chegada do novo governador Pedro Arias Dávila, Balboa conservou os cargos de Adelantado de la Mar del Sur e Gobernador de Panamá y Coiba, e empreendeu a exploração da costa do Pacífico. Ao ter notícia de que seu sogro ia ser substituído, regressou a Acla para apresentar seu apoio, mas Pedro Arias Dávila acusou-o de conspirar contra a Coroa e o descobridor foi julgado e condenado à morte, tendo sido executado por decapitação em Acla, em 1519, provavelmente a mando de Francisco Pizarro. A sentença foi cumprida entre 14 e 21 de Janeiro de 1519, terminando com as aspirações de conquista de uma das mais importantes figuras da conquista espanhola das Américas.